# Ariocarpus fissuratus

## Locul de Origine
În lungul Râului Bravo până la Râul Pecos , Texas și nordul statului Coahuila de Zaragoza (Mexic).

## Descrierea
Plantele cresc la nivelul solului sau urcă ușor, de culoare gri-verde, îngălbenind cu vârsta, de 5–15 cm diametru. Tuberculi laterali împărțiți, stratificați, cu numeroase crăpături pe suprafața superioară, 1–2 cm lungime și 2 cm lățime. Fructele rareori se văd , sunt așezate în centru și acoperite de o specie de lână

## Cultivare
Se reproduce prin semințe, iar creșterea este foarte lentă.

## Observații
Etnia Tarahumara o folosea în ceremonii religioase pentru efectul alcaloizilor conținuți de plantă. Vulgar o numesc “Sunami”. Se cunosc alte două varietăți. Irigarea plantei trebuie să fie modestă vara și puțin apă sau deloc iarna. Temperatura medie minimă 7 °C.

## Sinonime
- Mammillaria fissurata Engelmann, 1856
- Anhalonium fissuratum Engelmann, 1856
- Anhalonium engelmannii Lemaire, 1868
- Ariocarpus lloydii Rose, 1911
- Roseocactus fissuratus A.Berger, 1925
- Roseocactus lloydii (Rose) A.Berger, 1925